# Chenār-e Vosţá
Chenār-e Vosţá (persiska: چنار وسطی) är en ort i Iran.   Den ligger i provinsen Kermanshah, i den västra delen av landet, 400 km sydväst om huvudstaden Teheran. Chenār-e Vosţá ligger 1 202 meter över havet och antalet invånare är 115.
Terrängen runt Chenār-e Vosţá är huvudsakligen kuperad. Chenār-e Vosţá ligger nere i en dal.Runt Chenār-e Vosţá är det ganska tätbefolkat, med 58 invånare per kvadratkilometer. Närmaste större samhälle är Ashbākh, 11,9 km öster om Chenār-e Vosţá. Omgivningarna runt Chenār-e Vosţá är i huvudsak ett öppet busklandskap.